# Рогатець (Чехія)
Рогатець (чеськ. Rohatec) — муніципалітет і село в Годонінському районі Південноморавського краю Чеської Республіки. У ньому проживає близько 3500 жителів.
Рогатець знаходиться приблизно за 6 км на північний схід від Годоніна, 55 км на південний схід від Брно і 241 км на південний схід від Праги.

## Історія
Перша письмова згадка про Рогатець датується 1270 роком.

## Цікаві місця

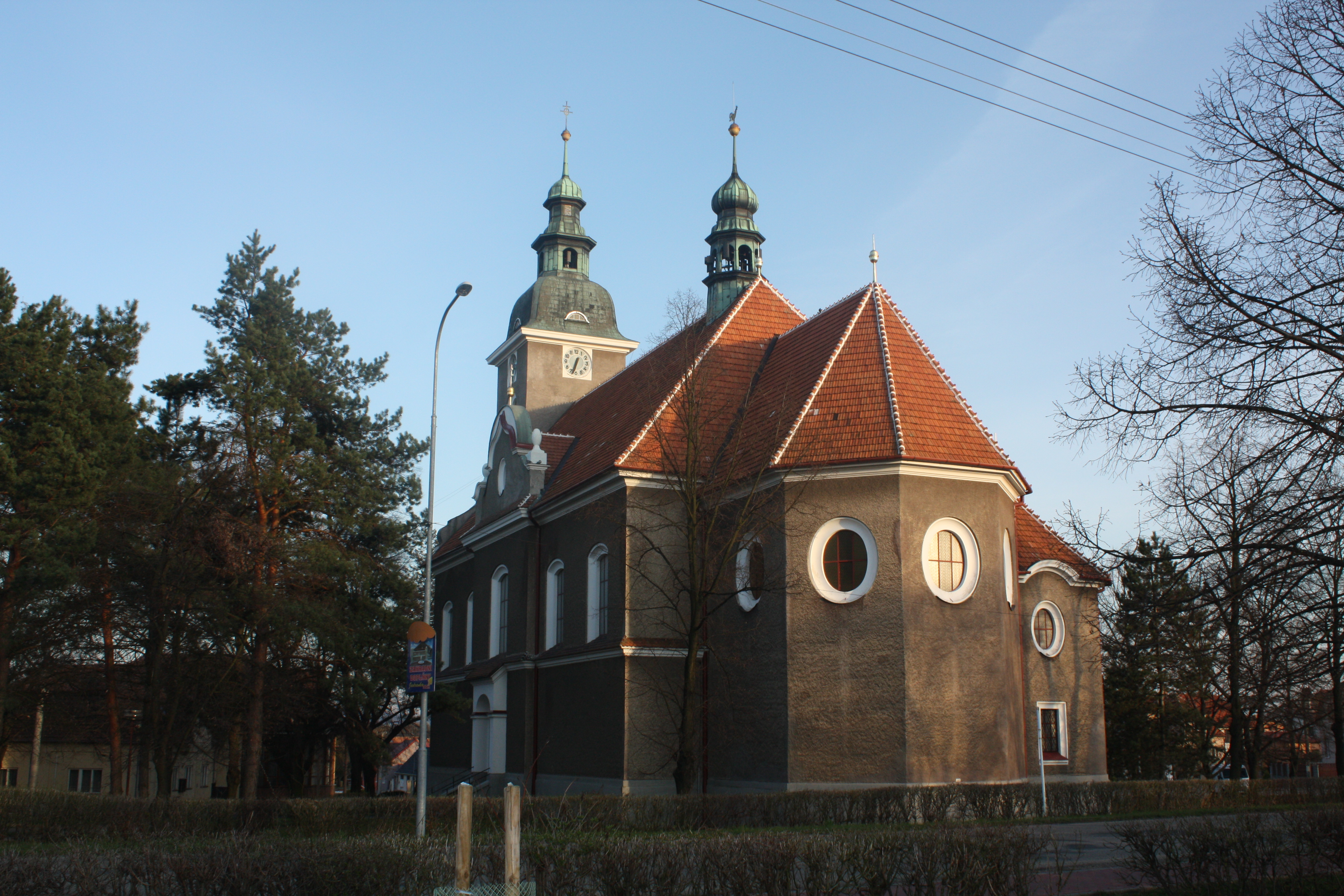
Костел св. Бартоломея
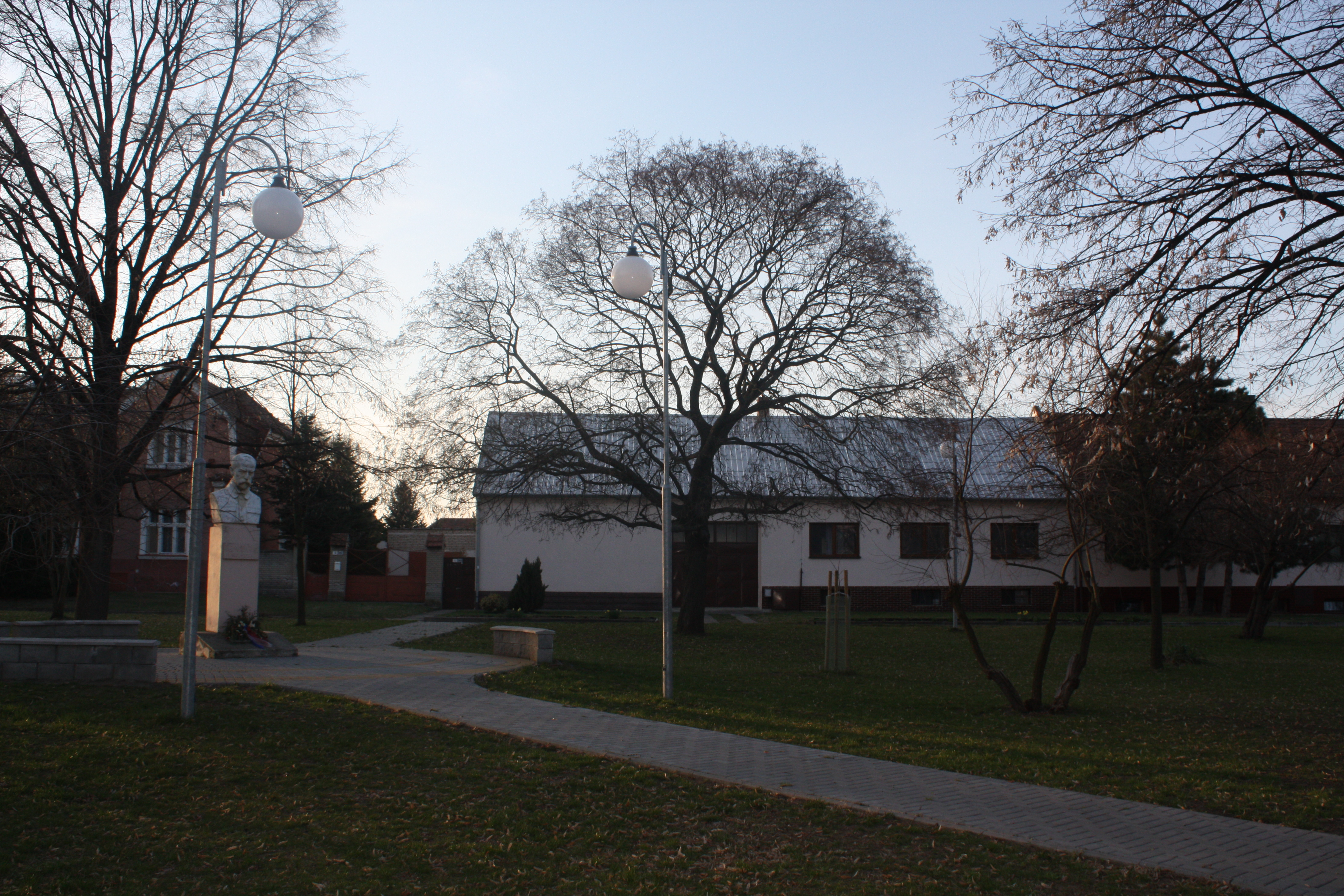
Сквер у центрі
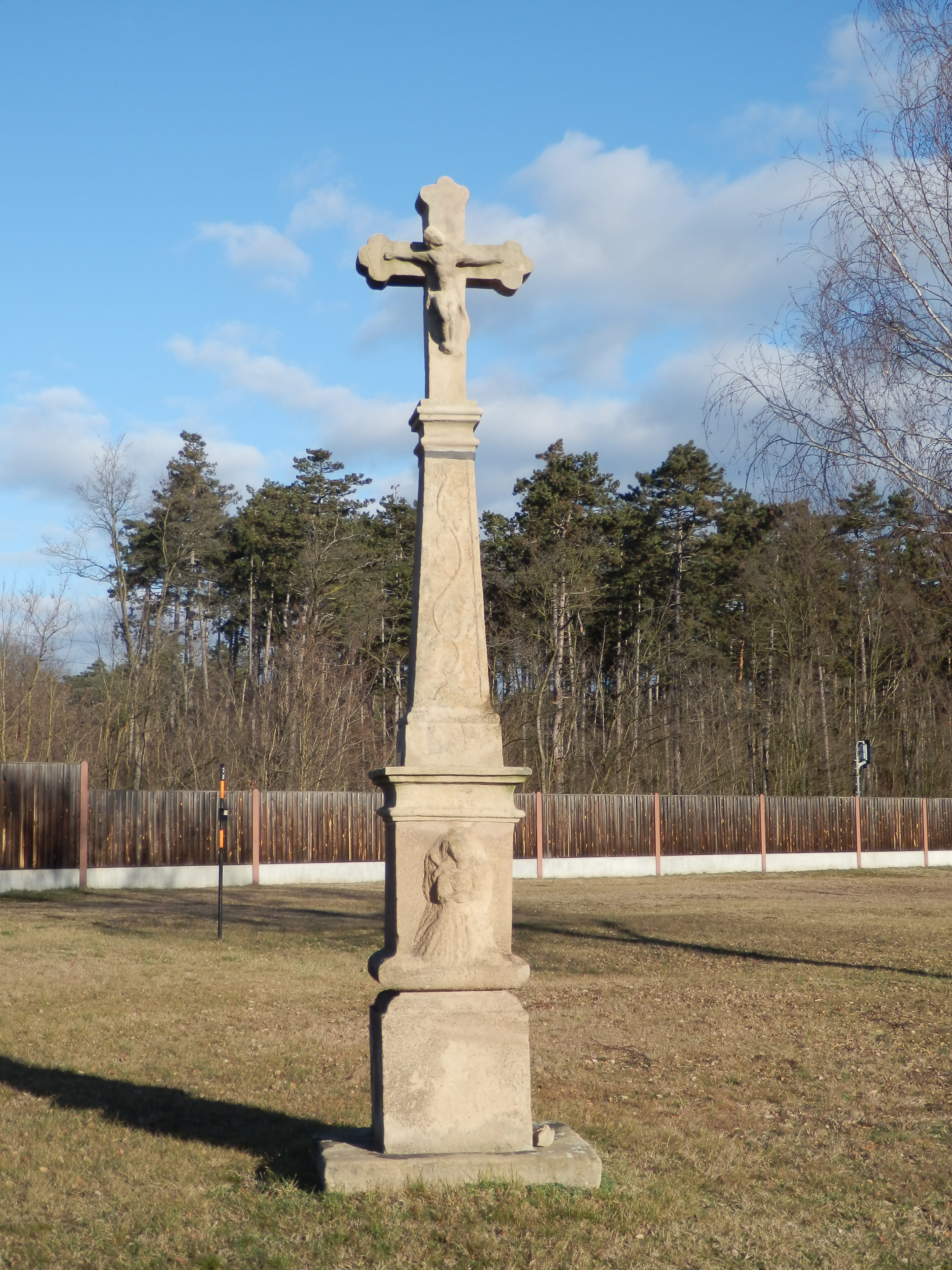
Хрест
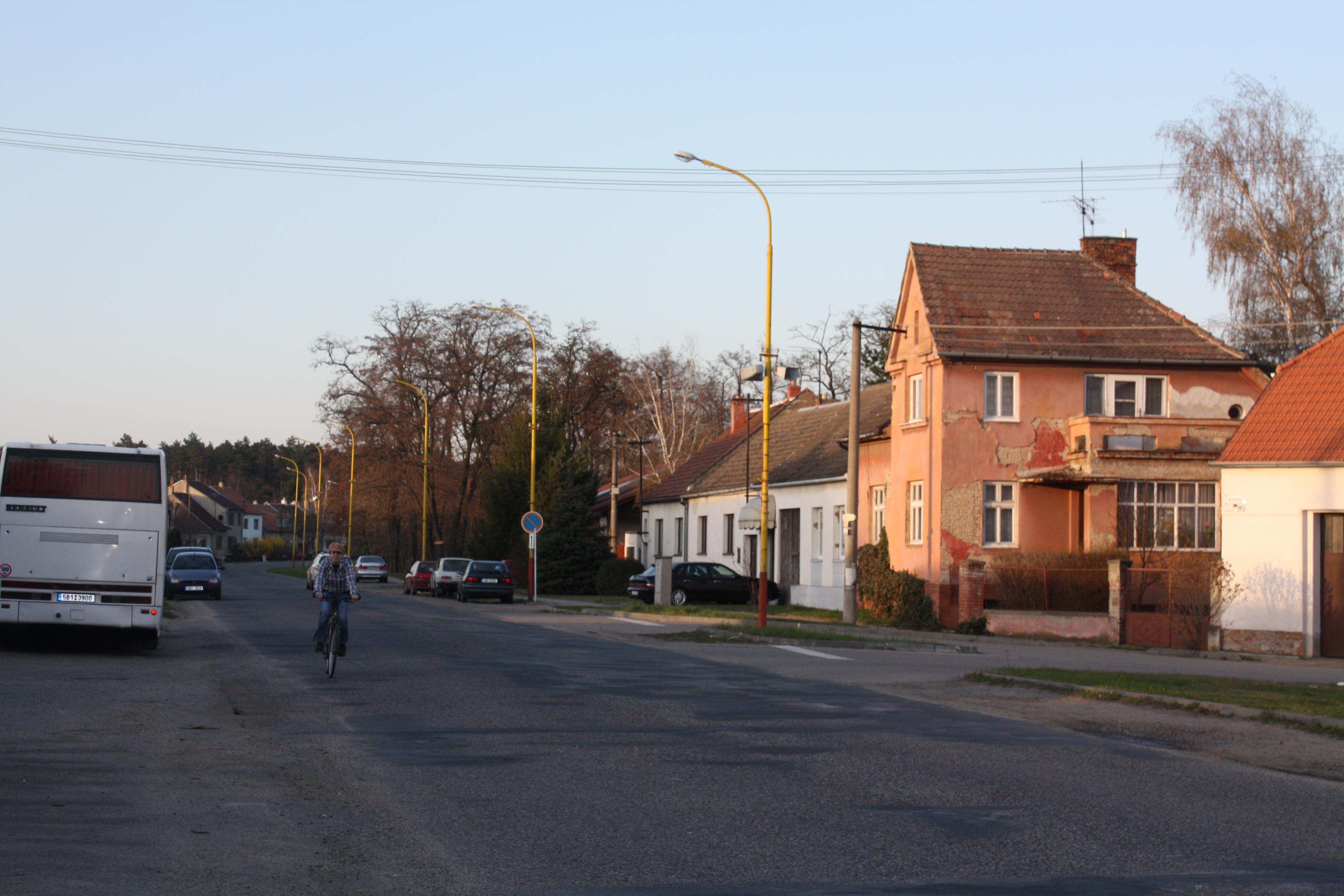
Головна вулиця
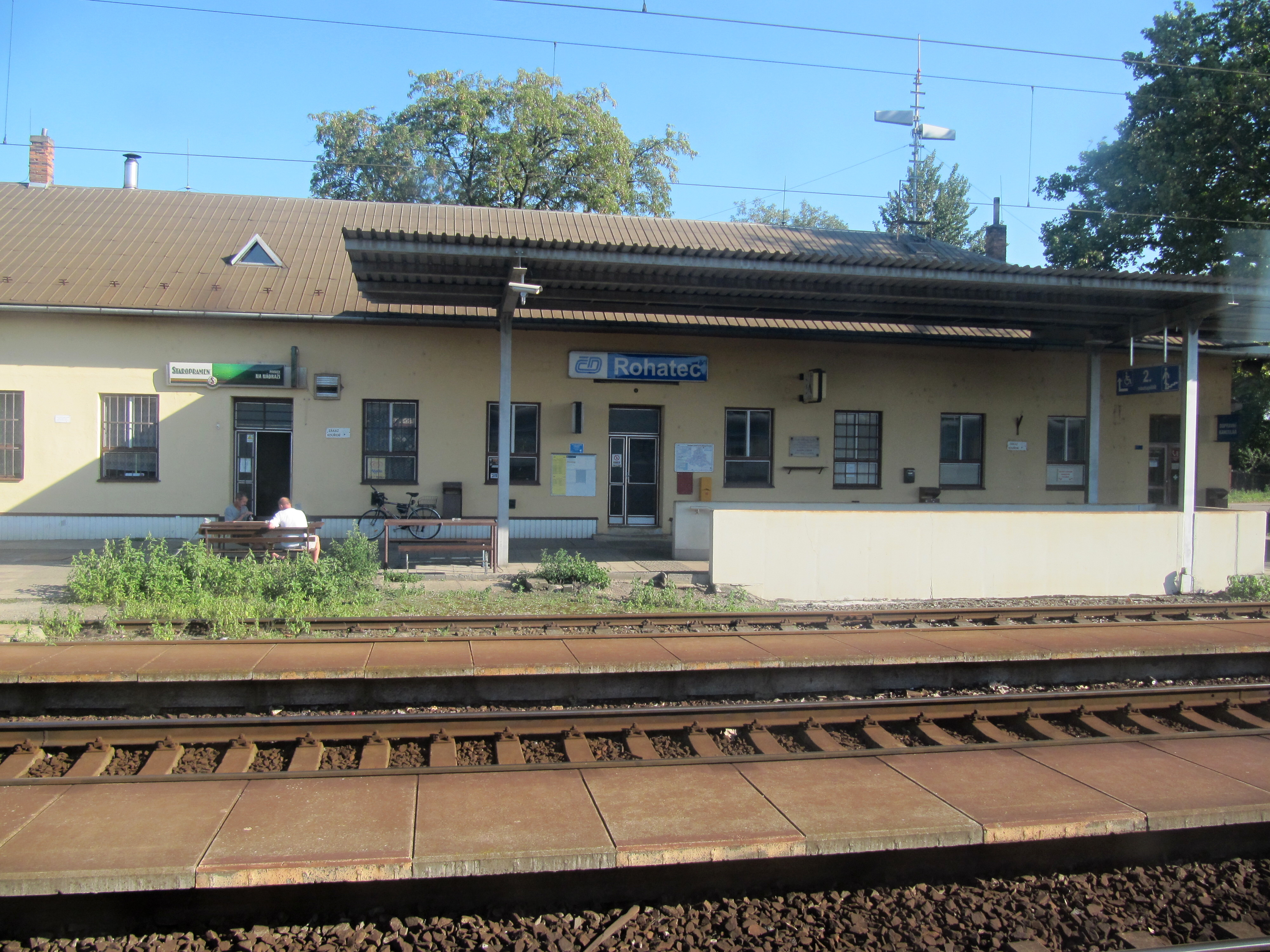
Залізнична станція

- Костел св. Бартоломея 1912 р.
- Батін канал

## Відомі люди
- Зденек Шкромах (1956 р.н.), політик; живе в Рогатці
- Якуб Корнфейл (1993 р.н.), мотогонщик; живе тут